# 盧比揚卡 (羅基特涅區)
49°41′51″N 30°43′40″E / 49.69750°N 30.72778°E
盧布揚卡（烏克蘭語：Луб'янка）是位於烏克蘭北部的村莊，由基辅州白采爾克瓦區的羅基特內市鎮負責管轄。該村始建於1250年，面積4平方公里，海拔高度156米，2001年人口288，人口密度每平方公里72人。